# Henri-Pierre Castelnau
Pour les articles homonymes, voir Castelnau.
Henri-Pierre Castelnau, né le 30 juillet 1814 à Prades (Pyrénées-Orientales) et mort le 1er novembre 1890 à Paris, est un militaire français, général de division.
Ne pas confondre avec Henri de Castelnau (1813-1894), médecin anatomiste.

## Biographie

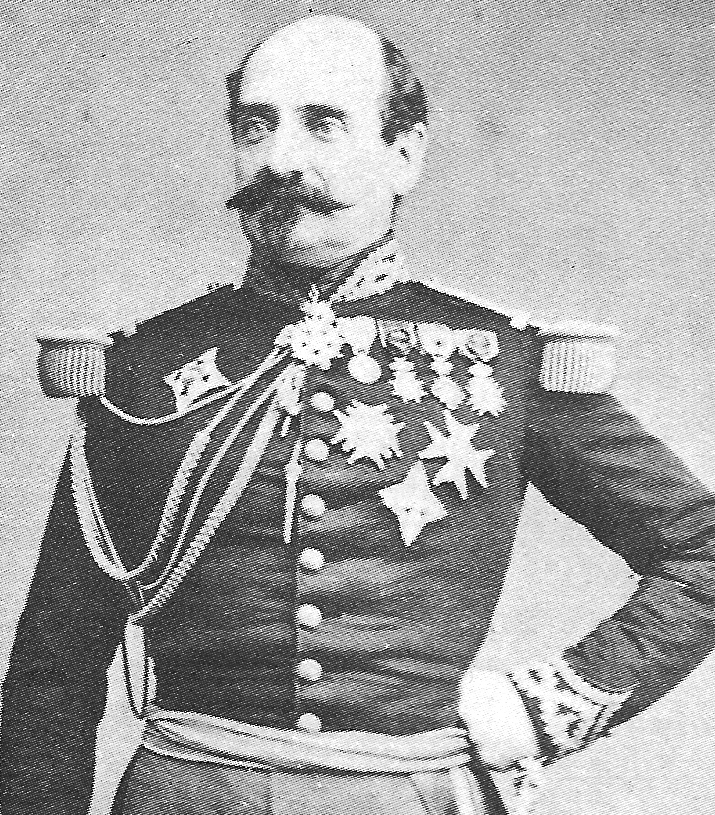
Henri-Pierre Castelnau.

Henri-Pierre Jean Abdon Castelnau intègre le 1er novembre 1834 l'École polytechnique ; en 1836, il est affecté comme sous-lieutenant, au 14e régiment d'infanterie légère, puis le 1er janvier 1837 à l’École d’application d’état-major à Paris. Il est breveté lieutenant le 23 janvier 1839.
Après être passé au 6e régiment de dragons, il participe au conflit en Algérie où il est cité deux fois à l’ordre de la division d’Oran.
Rentré en France, il est affecté au 7e régiment de dragons à Mont de Marsan, où vit sa famille, il est promu capitaine le 2 décembre 1842 ; le général Hecquet le prend comme aide de camp.
Quatre ans plus tard il est détaché à l’état-major du camp de Compiègne et reçoit le 23 septembre 1843 la légion d’honneur du roi Louis Philippe.
Sa carrière se poursuit à l’armée des Alpes comme aide de camp du général Thierry puis à l’état-major du corps expéditionnaire de la Méditerranée ; il devient chef d’escadron et participe à la campagne de Rome d’avril 1849 à mai 1850.
Il est détaché par le général Nicolas Oudinot auprès du pape Pie IX comme secrétaire général du Ministère pontifical des Armes, au moment où le pape, chassé par Garibaldi, avait dû quitter ses états pour se réfugier à Gaëte auprès du roi de Naples ; Castelnau assure la direction de l’administration militaire jusqu’à l’entrée en fonction de la Commission gouvernementale d’État. Le pape Pie IX lui conserve toujours son estime et lui décerne le titre de comte.
En 1853 il est promu lieutenant-colonel et fait officier de la légion d’honneur. Du 1er juin 1853 au 15 janvier 1856, il est aide de camp du maréchal Magnan ministre de la Guerre ; promu colonel le 22 mars 1856, il est nommé chef de cabinet du ministre le 31 juillet 1858.
Il assiste le maréchal Vaillant, nommé major général de l’armée d’Italie, lorsque Napoléon III participe à l’unification de la péninsule au profit du roi Victor Emmanuel de Piémont.
Castelnau est élevé à la dignité de commandeur de la légion d’honneur. C’est à cette occasion que Napoléon III le remarque et en fait son aide de camp ; il accompagne l'empereur dans toutes les revues, prises d’armes et circonstances officielles ainsi que la vie de cour.
En 1861 Castelnau est élu conseiller général des Landes (canton de Tartas Ouest).
Le 3 septembre 1863 il est nommé général de brigade et prend la direction de la 1ère division au ministère de la guerre mais garde aussi ses fonctions d’aide de camp de l’empereur
le 8 septembre 1863 Napoléon III le convoque à Compiègne et lui donne des instructions écrites pour une mission spéciale au Mexique en octobre 1863 avec la mission délicate de veiller à l'exécution de ses instructions pour l'évacuation du pays. Il devait contraindre le maréchal Bazaine, qui voulait prolonger la campagne, à rentrer en France.

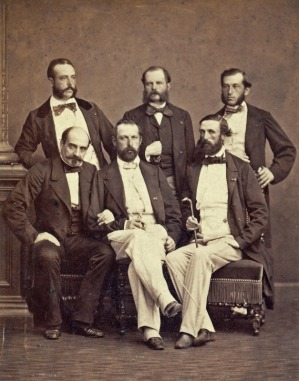
L'adjudant Daniel Nordlander (en haut à gauche), avec l'adjudant Fritz von Dardel, l'officier d'ordonnance Ferdinand-Alphonse Hamelin, le général Henri-Pierre Castelnau, le roi Charles XV de Suède et le prince Oscar, futur roi Oscar II de Suède, à l'Exposition internationale (1867) à Paris

Comme premier aide de camp de Napoléon III, il accompagne l'empereur jusqu'à la défaite de Sedan ; après la capitulation de l'armée, il l'accompagne de Sedan à Cassel en passant par la Belgique, et reste auprès de lui pendant toute sa captivité au château de Wilhelmshöhe, du 5 septembre 1870 au 19 mars 1871.
Il est notamment chargé de représenter l'empereur auprès du général de Wimpffen, lors des négociations préalables à la signature de la capitulation de Sedan.
Libéré à Ostende (Belgique) en 1871, il cesse toute activité militaire.
En décembre 1871, il est nommé, à l'initiative de Thiers, président de la commission chargée de préparer la mise en place de l'École supérieure de guerre ; il continue pendant plusieurs années d'en présider les destinées en qualité d'inspecteur général.
Le 5 février 1878 il est fait grand-croix de la Légion d'honneur. Il préside la commission de réorganisation des services de santé en campagne.
Il est conseiller général des Landes. Il était natif de Prades, mais sa famille s'était installée à Mont-de-Marsan.
Il meurt à Paris le 1er novembre 1890 ; il est inhumé au cimetière du Centre de Mont-de-Marsan.

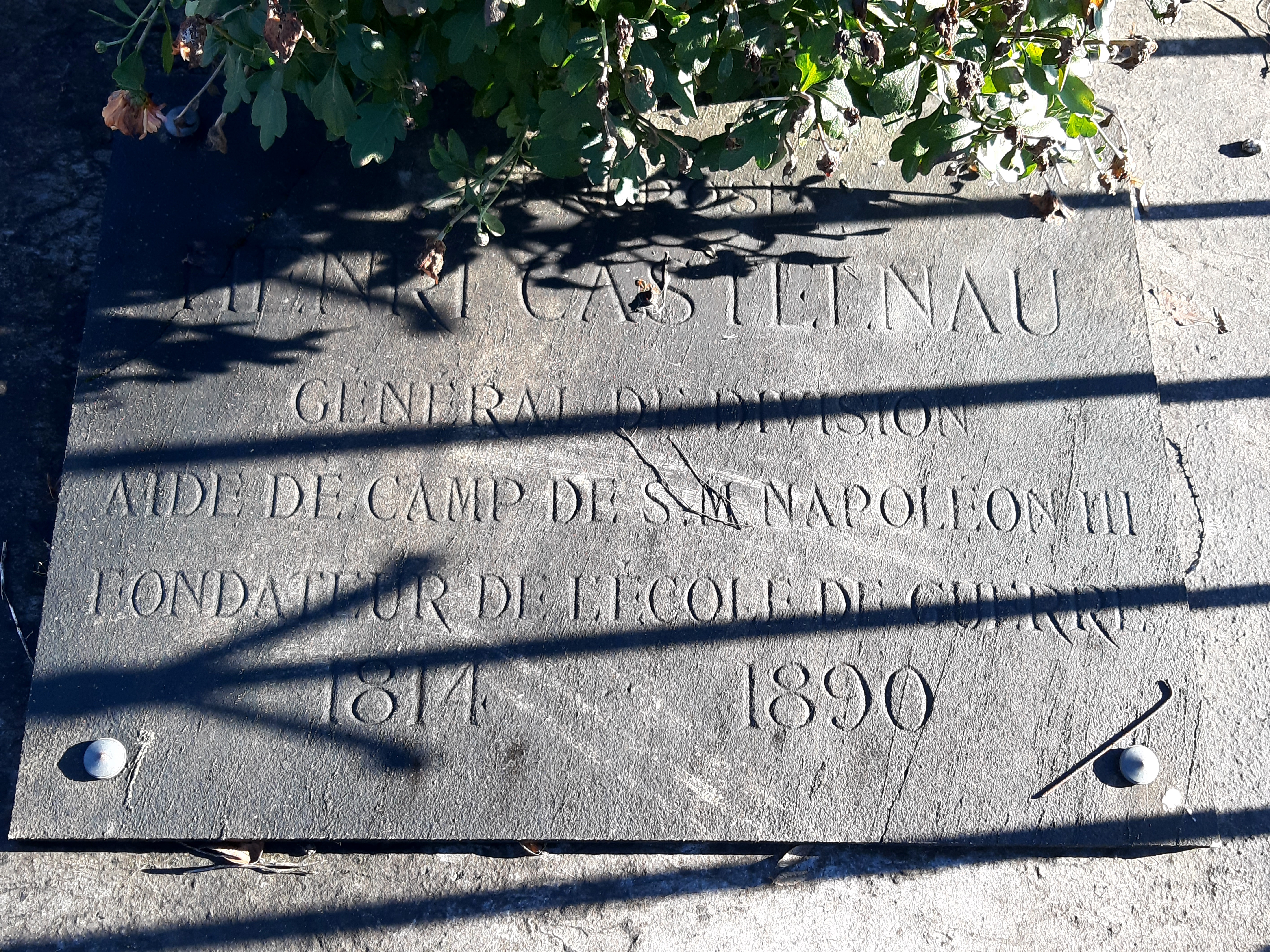
Tombe au cimetière du Centre de Mont-de-Marsan